# Datagram socket
Datagram socket kao i stream socket koristi IP za usmjeravanje, ali za razliku od stream socketa datagram socket koristi UDP ("user datagram protocol").
Datagram socket je "connectionless" što znači da za njega nije potrebno držati otvorenu vezu kao kod stream socketa. Isto tako za razliku od stream socketa datagram socket je nesiguran način komuniciranja iz razloga što pošiljatelj podatka ne dobiva informaciju o pristiglom podatku.